# Gärsnäs församling
Gärsnäs församling är en församling i Ljunits, Herrestads, Färs och Österlens kontrakt i Lunds stift. Församlingen ligger i Simrishamns kommun i Skåne län och utgör ett eget pastorat.

## Administrativ historik
En församling med detta namn fanns till år 1667 då den uppgick i Stiby församling.
Församlingen återbildades 2017 med en annan omfattning genom sammanslagning av Borrby-Östra Hoby församling, Stiby församling och Hammenhögs församling.

## Kyrkor
- Sankta Maria kyrka (även kallad Borrby kyrka)
- Skillinge kapell
- Östra Hoby kyrka
- Bolshögs kyrka
- Stiby kyrka
- Östra Tommarps kyrka
- Östra Vemmerlövs kyrka
- Hammenhögs kyrka
- Hannas kyrka
- Vallby kyrka
- Östra Herrestads kyrka